# Ricobayo de Alba
Ricobayo es una localidad del municipio de Muelas del Pan, como también lo son Villaflor y Cerezal de Aliste, situada en la comarca de Alba, en la provincia de Zamora, perteneciente a la comunidad autónoma de Castilla y León (España).

## Historia

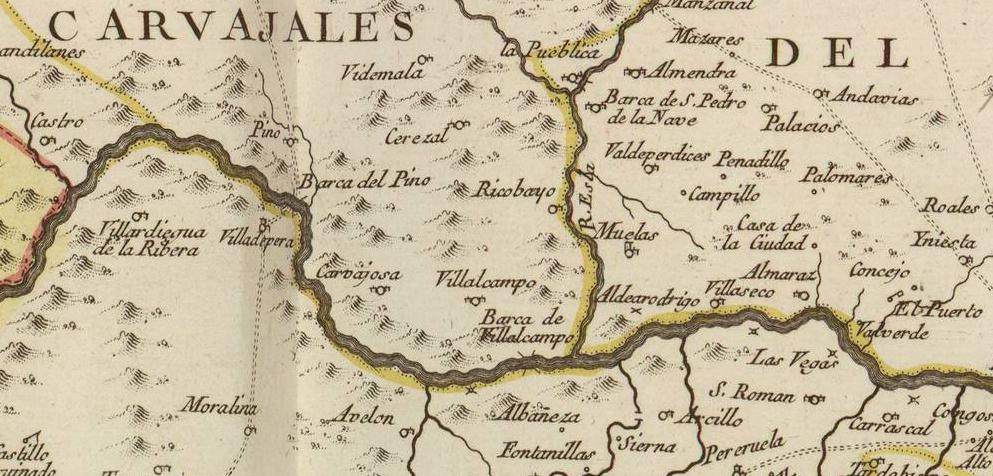
Detalle de Mapa de la Provincia de Zamora de 1773, en que se puede observar a Ricobayo integrando el Partido de Carbajales de Alba

El castro de «El Castillón» conserva los restos más antiguos del paso del hombre por esta localidad. El yacimiento ha conservado vestigios de su ocupación en diversa épocas que van desde la denominada cultura del Soto de Medinilla -que caracteriza el paso del Bronce Final a la primera Edad del Hierro en la Meseta-, pasando por la 1.ª Edad del Hierro, habiéndose encontrado también de la vestigios de la época medieval y moderna, lo que convierte a este castro en un yacimiento cuya secuencia cronológica tiene una larga perduración. De todos los vestigios encontrados en este castro, uno de los más llamativos es el «altar del Castillón» trasladado desde hace pocos años junto a la iglesia parroquial de Ricobayo, a los pies de su capilla mayor. Este altar prehistórico consiste en una gran roca que pesa más de diez toneladas, en cuya cima tiene excavados dos escalones que conducen a una poceta circular.
Su pasado romano es más que evidente, como muestran los hallazgos en el propio castro de El Castillón y el puente sobre el río Esla que lo proyectaron y construyeron para dar paso al itinerario que unía Okelo Duri (actual Zamora) con Bracara Augusta (actual Braga) en Portugal. De esta época ha llegado a nuestros días un recuerdo no menos significativo como es la advocación de su iglesia a Santa Eulalia. Un nombre que nos hace volar a los primeros siglos de nuestra fe y que a la vez nos hace pensar en los caminos de la vieja Roma, por los que es fácil encontrarnos con esa advocación.
En Ricobayo tuvo lugar en el año 1126 el encuentro entre Alfonso VII de León y la condesa regente de Portugal Teresa Alfónsez, confirmándose en la cita la dependencia del Condado Portucalense del Reino de León.  Ricobayo vio pasar a los zamoranos que huyeron después del Motín de la Trucha (1158), ante el temor de la cólera del rey Fernando II de León.
Con la creación de las actuales provincias en 1833, Ricobayo, entonces municipio independiente, quedó integrado en la provincia de Zamora, dentro de la Región Leonesa, si bien esta última carecía de cualquier tipo de competencia u órgano común a las provincias que agrupaba, teniendo un mero carácter clasificatorio, sin pretensiones de operatividad administrativa.

El 9 de julio de 1964, a propuesta de la Diputación provincial de Zamora se aprobó la incorporación del Municipio de Ricobayo al Municipio de Muelas del Pan, dada la proximidad de los núcleos urbanos de ambos términos, la insuficiencia de recursos del Municipio de Ricobayo para cumplir sus obligaciones mínimas y facilidad para instalar y atender obras y servicios municipales comunes mediante la formación de un solo Municipio; aparte de que existieron diversos servicios comunes a los dos Municipios, como los sanitarios, Hermandad Sindical de Labradores y Jefatura Local del Movimiento. Este hecho contó con la oposición de las autoridades de Ricobayo (tal y como se recogía en el propio decreto de incorporación), si bien en 1959 las propias autoridades locales habían solicitado la incorporación a Muelas.

Tras la constitución de 1978, y la diversa normativa que la desarrolla, Ricobayo pasó a formar parte en 1983 de la comunidad autónoma de Castilla y León, en tanto localidad integrada en el municipio de Muelas del Pan que a su vez está adscrito a la provincia de Zamora.
Así se describe a Ricobayo en el tomo XIII del Diccionario geográfico-estadístico-histórico de España y sus posesiones de Ultramar, obra impulsada por Pascual Madoz a mediados del siglo XIX:

Lugar con ayuntamiento, en la provincia de Zamora (3 leguas), partido judicial de Alcañices (5 leguas), diócesis de Santiago (35 leguas), audiencia territorial y capitanía general de Valladolid (20 leguas); SITUADO en una hondonada; su CLIMA templado; sus enfermedades más comunes las tercianas. Tiene 45 CASAS, escuela de primeras letras dotada con 800 reales, a la que asisten indeterminado número de niños de ambos sexos, iglesia parroquial (Santa Eulalia) servida por un cura de ingreso; y medianas aguas potables. Confina con Villaflor, Muelas, Villalcampo y Zerezal. El TERRENO es monstruoso y de secano, pues aunque  lo recorre el Esla no pueden aprovecharse sus aguas. Además de los caminos locales cuenta la carretera de Castilla a Galicia que cruza el Esla por un puente de piedra bastante antiguo, cuyo pilar del medio se ha reparado recientemente, inmediato a él hay un gran arco que se dice ser de la antigua iglesia parroquial del mismo pueblo, y en donde según tradición existió este. PRODUCCIONES: centeno, lino, algún vino, legumbres y pastos; cría ganados y caza conejos. POBLACIÓN: 26 vecinos, 105 almas. CAPITAL PRODUCTIVO: 44.300 reales. IMPONIBLE: 4.449. CONTRIBUCIÓN: 4.403 reales 34 maravedíes.
Diccionario geográfico-estadístico-histórico de España y sus posesiones de Ultramar

## Geografía humana

### Demografía
| Gráfica de evolución demográfica de Ricobayo entre 1842 y 1960 |
| |
| Población de derecho según los censos de población del INE Población de hecho según los censos de población del INEEntre el censo de 1970 y el anterior, este municipio desaparece porque se integra en el municipio 49135 (Muelas del Pan) |

En el último censo como municipio independiente, en 1960, contaba con una población de derecho de 289 habitantes. En el año 2019 Ricobayo contaba con una población de 140 habitantes, de los cuales 71 eran varones y 69 mujeres (INE 2019).
| Gráfica de evolución demográfica de Ricobayo entre 2000 y 2019                           |
|                                                                                          |
| Fuente: Instituto Nacional de Estadística de España - Elaboración gráfica por Wikipedia. |

## Monumentos y lugares de interés
- Puente romano.
- Iglesia de Santa Eulalia.
- Presa de Ricobayo.
- Playa del embalse de Ricobayo.